# Ao Vivo (álbum de Michel Teló)
Michel Teló - Ao Vivo é o segundo álbum Ao vivo e primeiro DVD do cantor e compositor brasileiro Michel Teló. Lançado em 14 de agosto 2010, sendo produzido por Ivan Myazato e Dudu Borges, foi gravado  na cidade de Lages, em Santa Catarina. O álbum contou com apenas 2 singles, "Larga de Bobeira" e "Fugidinha".

## Faixas
| Edição padrão/Michel Teló - Ao Vivo |                                                           |                                                               |         |  |
| N.º                                 | Título                                                    | Compositor(es)                                                | Duração |  |
| 1.                                  | "Ei, Psiu! Beijo Me Liga"                                 | Daniel /Diego Damasceno / Teo                                 | 03:31   |  |
| 2.                                  | "Me Odeie"                                                | Jonathan Correa                                               | 03:05   |  |
| 3.                                  | "Fugidinha"                                               | Rodriguinho/Thiaguinho                                        | 03:10   |  |
| 4.                                  | "Pode Ir"                                                 | Breno                                                         | 03:12   |  |
| 5.                                  | "Curtindo Solidão"                                        | Adriana / Renata Fraga                                        | 03:12   |  |
| 6.                                  | "Larga De Bobeira"                                        | Daniel /Fabio                                                 | 03:47   |  |
| 7.                                  | "Amanhã Sei Lá"                                           | Douglas Mello/Flavinho Tinto E Nando Marx                     | 03:08   |  |
| 8.                                  | "É Amor Pra Valer"                                        | Elizandra                                                     | 03:10   |  |
| 9.                                  | "Fala Coração"                                            | Diego Damasceno                                               | 02:37   |  |
| 10.                                 | "Pot Pourri: Saudade da Minha Terra / 60 Dias Apaixonado" | Goiá / Belmonte / Constantino Mendes/Darci Rossi              | 03:32   |  |
| 11.                                 | "Dominou Geral"                                           | Bruno/Euler Coelho                                            | 02:39   |  |
| 12.                                 | "Se Não Tem Mar, Vamos Pro Bar"                           | Dorgival Dantas                                               | 03:02   |  |
| 13.                                 | "Olhos Negros"                                            | Breno                                                         | 03:15   |  |
| 14.                                 | "Pot Pourri: Barquinho / Eu Quero Você"                   | Paulo Levi / Valter Garrincha/Euler Coelho/Michel Teló        | 04:21   |  |
| 15.                                 | "Orelhão"                                                 | Alcebias Flausino / Douglas Mello /Flavinho Tinto /Nando Marx | 03:10   |  |
| 16.                                 | "Amor Não É Paixão"                                       | Euler Coelho / Flavinho Coelho                                | 03:10   |  |
| 17.                                 | "A Voz"                                                   | Airo                                                          | 03:41   |  |
| 18.                                 | "Balada Sertaneja"                                        | Daniel/Diego Damasceno / Johnny Rodrigues / Teo               | 03:46   |  |
| Duração total:                      | Duração total:                                            | Duração total:                                                | 59:27   |  |

| País          | Certificação | Vendas   |
| ------------- | ------------ | -------- |
| Brasil - ABPD | Platina      | 100.000+ |

## Histórico de lançamento
| País           | Data                 | Formato          |
| -------------- | -------------------- | ---------------- |
| Estados Unidos | 20 de agosto de 2010 | Download digital |
| Portugal       | 20 de agosto de 2010 | Download digital |
| Espanha        | 20 de agosto de 2010 | Download digital |